# Satoru Nakajima
Satoru Nakajima (jap. 中嶋悟 Nakajima Satoru; ur. 23 lutego 1953 roku w Okazaki) – były japoński kierowca wyścigowy. Kierowca Formuły 1 w latach 1987–1991.
Jego synowie Kazuki (w latach 2007–2009 również startował w Formule 1) i Daisuke (obecnie w Brytyjskiej Formule 3) również są kierowcami wyścigowymi. Obecnie prowadzi własny zespół w serii wyścigowej, w której osiągał największe sukcesy – Formule Nippon.

## Życiorys

### Początki kariery
Pierwszą poważną serią Japończyka była rodzima Formuła Nippon, w której zapisał się jako jeden z najbardziej utytułowanych zawodników serii, zdobywając aż pięć tytułów mistrzowskich, w latach 1981–1982 oraz 1984–1986. Poza tym brał udział również w Europejskiej Formule 3000, jednak bez sukcesu.

### Formuła 1
Dzięki tym osiągnięciom w 1987 roku zadebiutował w uznanej ekipie Lotus, u boku wybitnego Brazylijczyka, Ayrtona Senny. Jego debiut wynikał również z kontraktu pomiędzy Hondą, a brytyjskim zespołem na dostarczanie jednostek napędowych za mniejszą kwotę. Sezon ten był najlepszym w karierze Satoru, jednakże zaledwie 7 punktów i 12. pozycja w klasyfikacji generalnej przy wynikach dużo młodszego, ale bardziej doświadczonego Ayrtona, który walczył w czołówce, wyglądały wręcz kompromitująco. Nie zmieniło to jednak decyzji stajni, by Japończyk reprezentował ten zespół w kolejnym sezonie, co z pewnością było związane z kontraktem między koncernami.
Kolejny rok był zdecydowanie słabszy w wykonaniu Nakajimy, który dwukrotnie nie zakwalifikował się do wyścigu oraz wielokrotnie nie kończył ich z różnych powodów. Wynikało to głównie z dużo słabszej dyspozycji zespołu. Nie zmieniło to jednak faktu, że ponownie wypadł blado na tle Brazylijczyka, tym razem trzykrotnego i aktualnego mistrza świata, Nelsona Piqueta, który kilkakrotnie zdołał nawet stanąć na podium. Dorobek jednego punktu pozwolił mu na zajęcie 16. pozycji w końcowej klasyfikacji.
Sezon 1989 był ostatnim dla Japończyka w popadającym w coraz większy kryzys formy, Lotusie. Pomimo iż trzykrotnie nie zakwalifikował się do wyścigu, był to jeden z bardziej udanych roków startów w F1, z racji większego dorobku punktowego oraz nieoczekiwanego najszybszego okrążenia podczas ostatniej rundy o Grand Prix Australii. W klasyfikacji generalnej zajął jednak dopiero 21. miejsce, a jego pogromcą zespołowym ponownie został Nelson Piquet.
Ostatnie dwa lata w królowej motorsportu spędził w ekipie Tyrrell, najpierw u boku Francuza, Jeana Alesiego, a potem Włocha, Stefano Modeny. Obojgu jednak uległ w ostatecznych wynikach, zdobywając łącznie 5 punktów i dwukrotnie 15. lokatę.
Po zakończeniu kariery w Formule 1 startował w różnych seriach wyścigowych; jednak bez większych sukcesów. Wystąpił również w słynnym długodystansowym wyścigu 24h Le Mans.